# プロトカルチャー
プロトカルチャー（英: protoculture）とは、自然人類学において、ヒト以外の霊長目に見られる世代間や集団間における、学習行動のことである。非常に原始的で、複雑な文化的技術を示すことはない。
一例として、チンパンジーの世代間における道具の使用法の学習が挙げられる。チンパンジーの集団は別の集団からさまざまな道具の使用法のような独特の学習行動を示している可能性があり、その一部の集団は腸内寄生虫の駆除や下痢止めのため、おそらく薬用としてアスピリアの葉を飲み込んでいるのが観察されている。